# Bol'šeulujskij rajon
Il Bol'šeulujskij rajon è un rajon (distretto) del kraj di Krasnojarsk, nella Russia siberiana centrale; il capoluogo è il villaggio di Bol'šoj Uluj.